# Бендзинское гетто
Бендзинское гетто — еврейское гетто в Бендзине, созданное нацистами в период оккупации территории Польши во время Второй мировой войны.

## До войны
До войны Бендзин был типичным еврейским местечком. Согласно переписи 1921 года в нём жило 17 298 евреев, что составляло 62,1 % населения. К 1938 году еврейское население составляло 22 500 человек.
Большинство живущих в городе евреев были мелкими ремесленниками и занимались в основном швейным делом, другие работали в пищевой, горнодобывающей, химической и металлургической промышленности. В общине действовали ссудо-сберегательные учреждения. Для детей рабочих еврейские профсоюзы содержали детский сад и ясли, с февраля 1939 года была создана общественная кухня, которая помогала примерно 200 евреям, депортированным из Германии. Действовали еврейские школы, библиотека и спортивные ассоциации. Были также отделения сионистских партий и молодёжных организаций, а также Агудат Исраэль, Бунд и коммунисты.

## Нацистская оккупация
В самом начале войны примерно 4500 евреев Бенздина бежали на восток. Немцы заняли город 5 сентября 1939 года. Через несколько дней фольксдойче и поляки подожгли главную синагогу города, огонь перекинулся на соседние и дома и во время этого пожара погибло около 60 евреев, которым погромщики не давали спастись. В начале 1940 года богатые евреи города были выселены из своих жилищ. Их жилье получили фольксдойче и приехавшие немцы. Еврейские предприятия были переданы немцам из Германии, их бывшие владельцы стали сотрудниками этих предприятий.
Гетто было создано в мае 1942 года. В гетто было более 20 000 евреев из Бендзина и 10 000 евреев, переселённых из других мест. Большинство из них были вынуждены работать на немецких военных заводах до депортации в лагерь смерти Освенцим, где они были убиты. Последняя крупная депортация жителей гетто в период с 1 по 3 августа 1943 года сопровождалась восстанием членов местной Еврейской боевой организации во главе с Хайкой Клингер. Во время восстания погибла известная партизанка Фрумка Плотницкая. Всего в Бендзинском гетто погибло 28 000 евреев.
Немецкий менеджер конфискованной у евреев текстильной фабрики в Бендзине Альфред Росснер выдавал евреям справки о работе на фабрике, чтобы спасти их от депортации в лагеря смерти, и неоднократно предупреждал о предстоящих акциях уничтожения. Гестапо арестовало и казнило Росснера в 1944 году. Израильский Институт Катастрофы и героизма «Яд ва-Шем» посмертно присвоил Росснеру почетное звание праведника народов мира. Такое звание было присвоено католическому приходскому священнику Мечиславу Завадскому.

## После войны
После Второй мировой войны сведения о евреях в Бендзине отсутствуют. Одна из площадей Бендзина, где ранее находилась синагога, названа в честь восставших в гетто. В 2005 году на ней был открыт обелиск в память евреев, убитых немцами в ночь с 8 на 9 сентября 1939 года.